# Bernhard Wilfert
Bernhard Wilfert (* 1907; † 1970) war ein deutscher Schauspieler und Hörspielsprecher.

## Leben und Wirken
Wilfert spielte in der Saison 1931/32 am Theater Teplitz-Schönau. Nach Kriegsende übernahm er die künstlerische Leitung der Kammerspiele Bremen, der zur Spielzeit 1947/1948 von Erich-Fritz Brücklmeier als Intendant abgelöst wurde. Ab circa 1955 war er als Schauspieler und Spielleiter bei den Städtischen Bühnen in Essen-Frintrop tätig. Dort trat er u. a. als Baltasar in Shakespeares Komödie der Irrungen in Angelo Beolcos Des Ruzante Rede, wo er vom Schlachtfeld kommt und Nestroys Geliebter Lump auf. Bereits den späten 1940er-Jahren war er als Hörspielsprecher meist bei Radio Bremen tätig, zu hören etwa in der Hörspielfassung von Helmut Käutners In jenen Tagen (1948) oder dem Kriminalhörspiel Ein Mord nach Fahrplan von Werner E. Hintz (1966) und zuletzt noch in Ein Ei für den Zaren von Margarete Jehn (1970).

## Filmografie
- 1959: Peripherie (Regie: Edward Rothe)
- 1969: Die Träume von Schale und Kern (Regie: Imo Moszkowicz)
- 1961: Auf der Suche nach Glück (Regie: Edward Rothe)
- 1970: Emigration (Regie: Wilhelm Semmelroth)

## Hörspiele (Auswahl)
- 1947: George Bernard Shaw: Die große Katharina – Regie: Günter Siebert (Hörspielbearbeitung – RB)
- 1948: Helmut Käutner: In jenen Tagen – Vorlage: In jenen Tagen (Film) – Regie: Gert Westphal (Hörspielbearbeitung – RB)
- 1948: Gerhart Hauptmann: Winterballade – Bearbeitung und Regie: Inge Möller (Hörspielbearbeitung – RB)
- 1948: Nikolai Gogol: Der neue Mantel – Regie: Günter Siebert (Hörspielbearbeitung – RB)
- 1950: André Gide: Der schlecht gefesselte Prometheus – Regie: Wilm ten Haaf (Hörspielbearbeitung – RB)
- 1958: Josef Martin Bauer: Es geschah in Österreich: Der Major von Köpenick. Nach einer wahren Begebenheit (Sägewerksbesitzer Zirngibl, Annas Vater) – Regie: Friedhelm Ortmann (Original-Hörspiel – WDR)
- 1962: Joseph Roth: Radetzkymarsch (1. Teil: Der Held von Solferino) (Major Trotta, der Held von Solferino) – Regie: Gert Westphal (Hörspielbearbeitung – WDR/HR/SWF)
- Ralph Benatzky: Im weißen Rößl
- Robert Stolz: Ich muss wieder einmal in Grinzing sein